# 安特罗·莱赫托
安特羅·莱赫托（芬蘭語：Antero Lehto，1984年4月2日—），芬蘭籃球運動員。他現在效力於意大利球隊瓦雷澤籃球俱樂部。他也代表芬蘭國家男子籃球隊參賽。